# 中国民主促进会贵州省委员会
中国民主促进会贵州省委员会，简称民进贵州省委、贵州民进，是中国民主促进会在贵州省的地方组织。